# Санта-Мария-Реджина-Пачис-а-Монте-Верде (титулярная церковь)
Санта-Мария-Реджина-Пачис-а-Монте-Верде (лат. Titulum Dominae Nostrae a La Salette in Monte Viridi)) — титулярная церковь была создана Папой Павлом VI в 1969 году. Титул принадлежит приходской церкви Санта-Мария-Реджина-Пачис-а-Монте-Верде, расположенной во квартале Рима Джаниколензе, на виа Антон Джулио Баррили.

## Список кардиналов-священников титулярной церкви Санта-Мария-Реджина-Пачис-а-Монте-Верде
- Иосиф Парекаттил — (30 апреля 1969 — 20 февраля 1987, до смерти);
- Антоний Падияра — (28 июня 1988 — 23 марта 2000, до смерти);
- Франсиско Альварес Мартинес — (21 февраля 2001 — 5 января 2022, до смерти);
- Оскар Кантони — (27 августа 2022 — по настоящее время).